# Edmond Hamilton
Edmond Moore Hamilton (Youngstown, 21 ottobre 1904 – Lancaster, 1º febbraio 1977) è stato uno scrittore di fantascienza statunitense.
È considerato uno dei maggiori autori del filone della space opera.

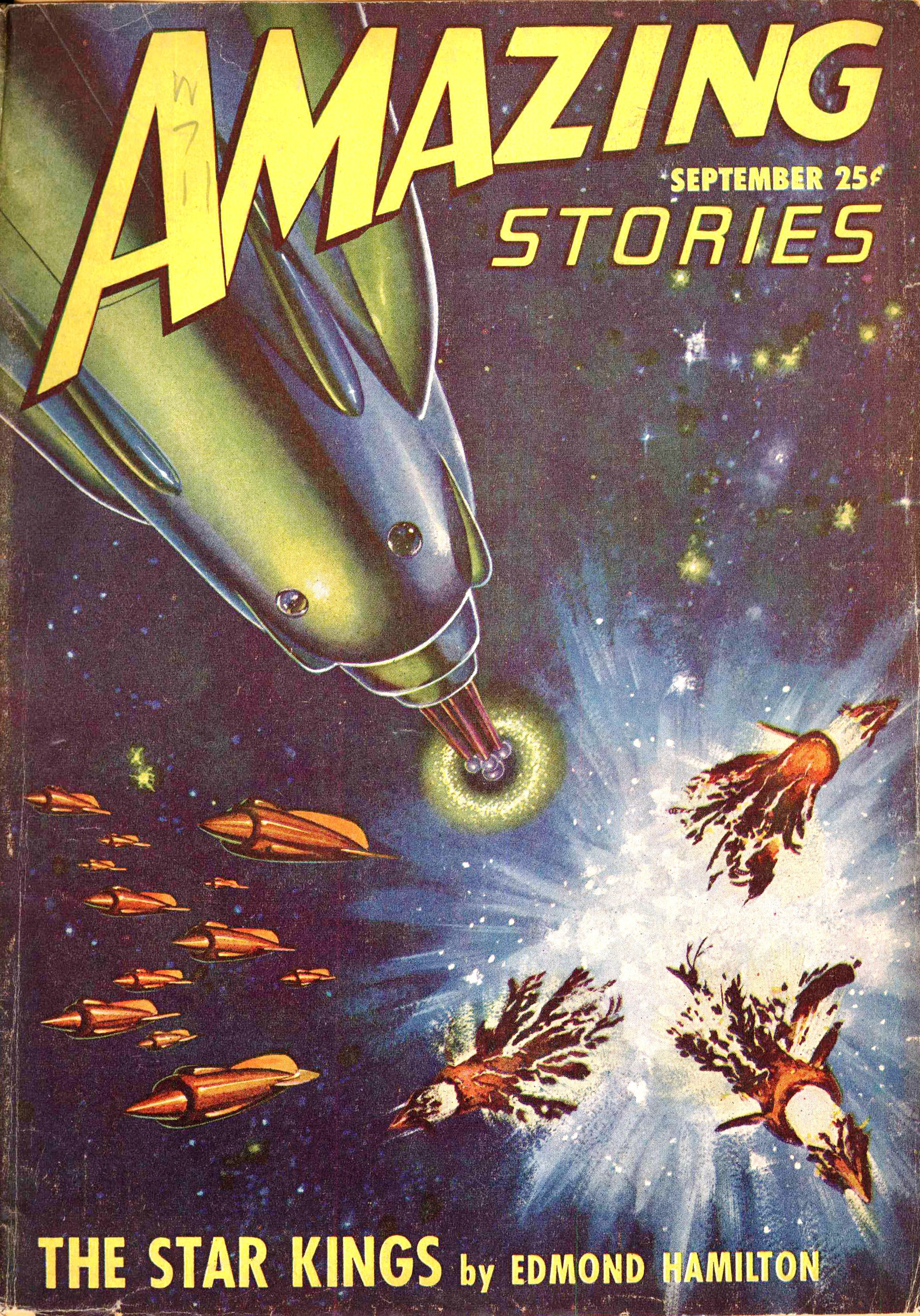
Copertina della rivista Amazing Stories (settembre 1947) con il romanzo I sovrani delle stelle (The Star Kings).

## Biografia

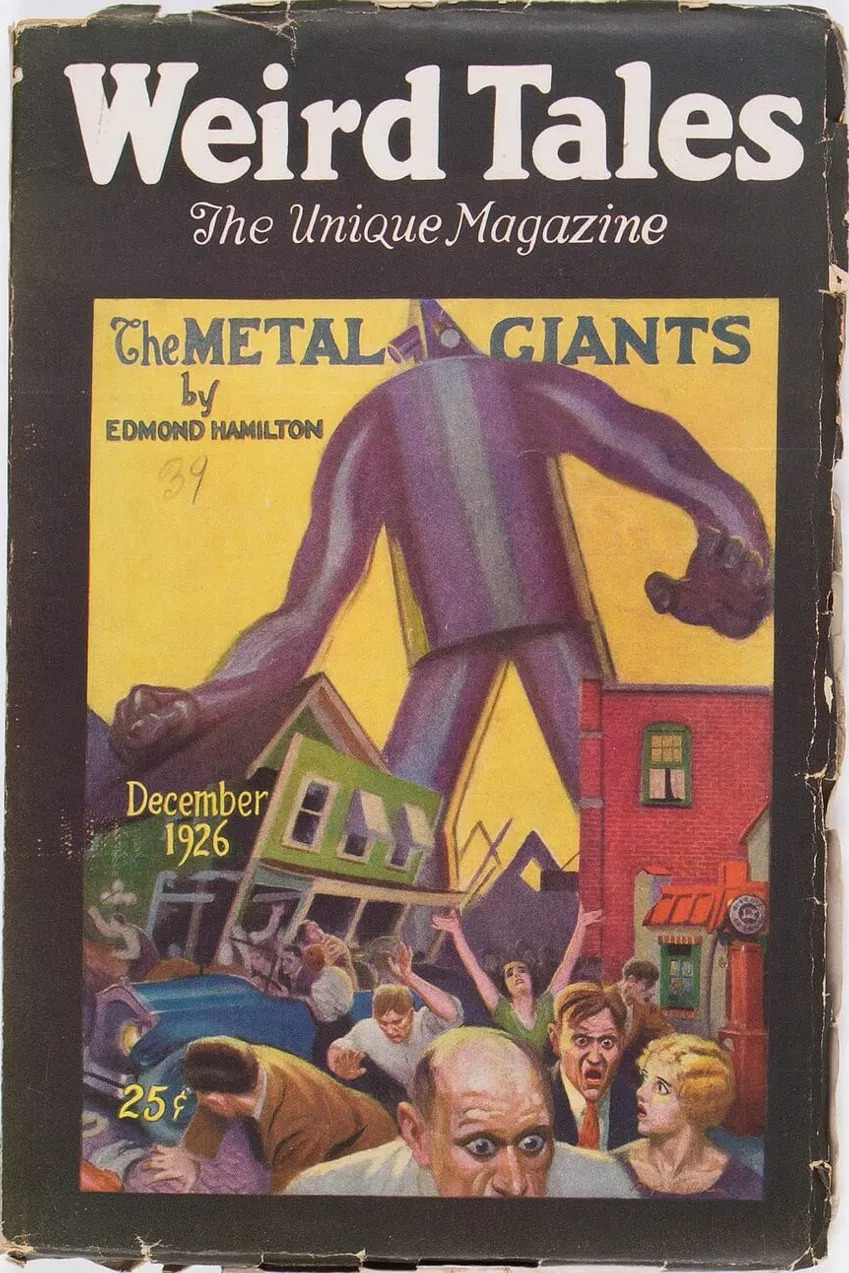
Copertina della rivista Weird Tales del dicembre 1926, con il racconto The Metal Giants di Edmond Hamilton

Nato a Youngstown, nell'Ohio, nel 1904 da una famiglia di origini borghesi ma economicamente decaduta, Hamilton trascorse la sua infanzia in una fattoria finché la famiglia, riacquistato un po' di benessere, si trasferì a Newcastle in Pennsylvania; qui il giovane Edmond si rivelò un ragazzo prodigio, conseguendo il diploma liceale a 14 anni.
Dopo aver iniziato e poi abbandonato l'università, Hamilton fece il suo esordio letterario nell'Agosto 1926 pubblicando il racconto "Il Dio-Mostro di Mamurth" ("The Monster-God of Mamurth") su Weird Tales, allora la principale rivista statunitense dedicata alla letteratura fantastica; il successo di pubblico e critica fu notevole e il direttore della rivista, Farnsworth Wright, fece di Hamilton uno dei suoi autori di punta accanto a Seabury Quinn, Howard Phillips Lovecraft, Robert Ervin Howard e Clark Ashton Smith, ed entro la "scuderia" di Weird Tales il giovane autore strinse presto rapporti di amicizia con vari colleghi, fra cui E. Hoffman Price, Otis Adelbert Kline e soprattutto Jack Williamson. Da quel momento in poi Hamilton pubblicò con assiduità ed estrema prolificità su molte rivise di narrativa, spaziando da fantasy e horror a giallo e thriller, e specializzandosi negli intrecci di avventura immaginifica e adrenalinica – non a caso, già nel 1928 si distinse come autore di fantascienza con il racconto lungo "I soli che si scontrano" ("Crashing Suns"), primo episodio della fortunata serie della Pattuglia interstellare, una delle opere fondative del filone space opera assieme al coevo ciclo dell'Allodola dello Spazio di E. E. Smith. A riprova della fama raggiunta da Hamilton nel periodo interbellico, va rimarcato che nel 1933 il suo racconto "L'isola degli irragionevoli" ("The Island of Unreason") vinse la prima edizione del Premio Jules Verne alla miglior storia di fantascienza, un riconoscimento di pubblico antesignano del Premio Hugo; che sei sue storie sarebbero state ripubblicate in volume già nel 1936 nella raccolta personale The Horror on The Asteroid and Other Tales of Planetary Horror, trattamento più unico che raro per la narrativa fantastica dell'epoca; che il numero di Febbraio 1937 della rivista Popular Detective propose ben tre racconti di Hamilton (due dei quali firmati con pseudonimi); e che dopo la morte di Fransworth Wright la nuova direttrice di Weird Tales, Dorothy McIlwraith, smise quasi totalmente di pubblicare racconti di avventure fantasy, ma fece eccezione per diversi testi di Hamilton (come per esempio il dittico di Ethan Drew). 
A cavallo fra 1939 e 1940 lo scrittore avviò la longeva saga di Capitan Futuro, un ciclo di fantascienza avventurosa destinato al pubblico adolescente con protagonista l'omonimo supereroe, e nel medesimo periodo conobbe a Los Angeles la scrittrice Leigh Brackett, vecchia amica del suo collega Henry Kuttner, la quale aveva da poco esordito con un racconto su Astounding Science-Fiction e in pochi anni sarebbe diventata uno dei nomi più famosi della fantascienza statunitense; nel 1942 divenne inoltre sceneggiatore per la casa editrice di fumetti DC Comics e nell'arco di quasi venticinque anni diede significativi apporti allo sviluppo di Superman e Batman, i due personaggi di punta dell'editore, nonché alle saghe corali della Legione dei Super-Eroi e della Legione degli Eroi Sostituiti.
Il 31 dicembre 1946 Hamilton e Brackett si sposarono in California alla presenza di numerosi loro amici e colleghi, fra cui Kuttner, Williamson, Ray Bradbury, Robert A. Heinlein e Catherine Lucille Moore, e si trasferirono assieme in Ohio; da quel momento la prosa più raffinata ed elegante di Brackett influenzò fortemente Hamilton, che negli anni seguenti si allontanò dal romanticismo ingenuo e sensazionalistico della sua produzione precedente, ancora ben riconoscibile nel romanzo I sovrani delle stelle (The Star Kings, 1947), per ricercare una maggiore plausibilità delle situazioni fantastiche e una più matura caratterizzazione psicologica dei personaggi; esemplari di questa fase matura sono ad esempio i romanzi La valle della creazione (The Valley of Creation, 1948), Agonia della Terra (City at World's End, 1950), La stella della vita (The Star of Life, 1959) e Gli incappucciati d'ombra (The Haunted Stars, 1960) e la trilogia di Morgan Chane (1967-1968), suo capolavoro della vecchiaia.
Hamilton morì a Lancaster, in California, nel Febbraio 1977, per complicazioni successive a un intervento chirurgico ai reni; poco prima lo studio di produzione televisiva giapponese Tsuburaya Productions aveva ottenuto i diritti per adattare la serie di Morgan Chane in una serie tokusatsu, mentre Toei Animation aveva opzionato la saga di Capitan Futuro per una serie anime; i due adattamenti furono trasmessi in Giappone nel 1978 e la serie animata fu poi esportata in Europa, assicurando all'autore una nuova fama postuma.

## Opere
Per ogni testo si indica la prima edizione nell'originale inglese e l'eventuale prima traduzione in lingua italiana. Le serie di romanzi interconnessi sono elencate cronologicamente, in base alla data di pubblicazione del primo episodio di ogni ciclo.

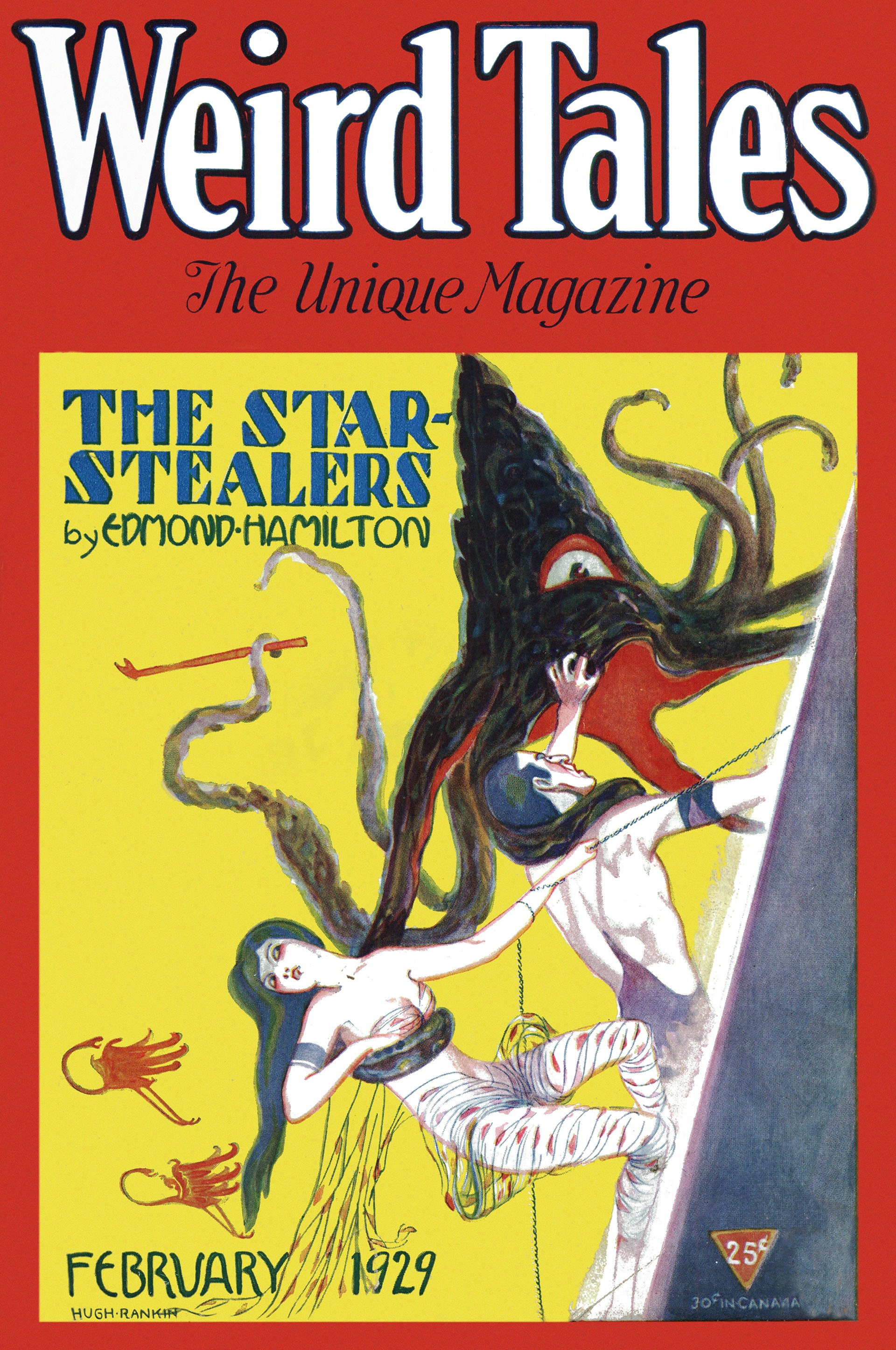
I ladri di stelle (The Star-Stealers) fu pubblicato per la prima volta nel numero di febbraio 1929 della rivista Weird Tales.

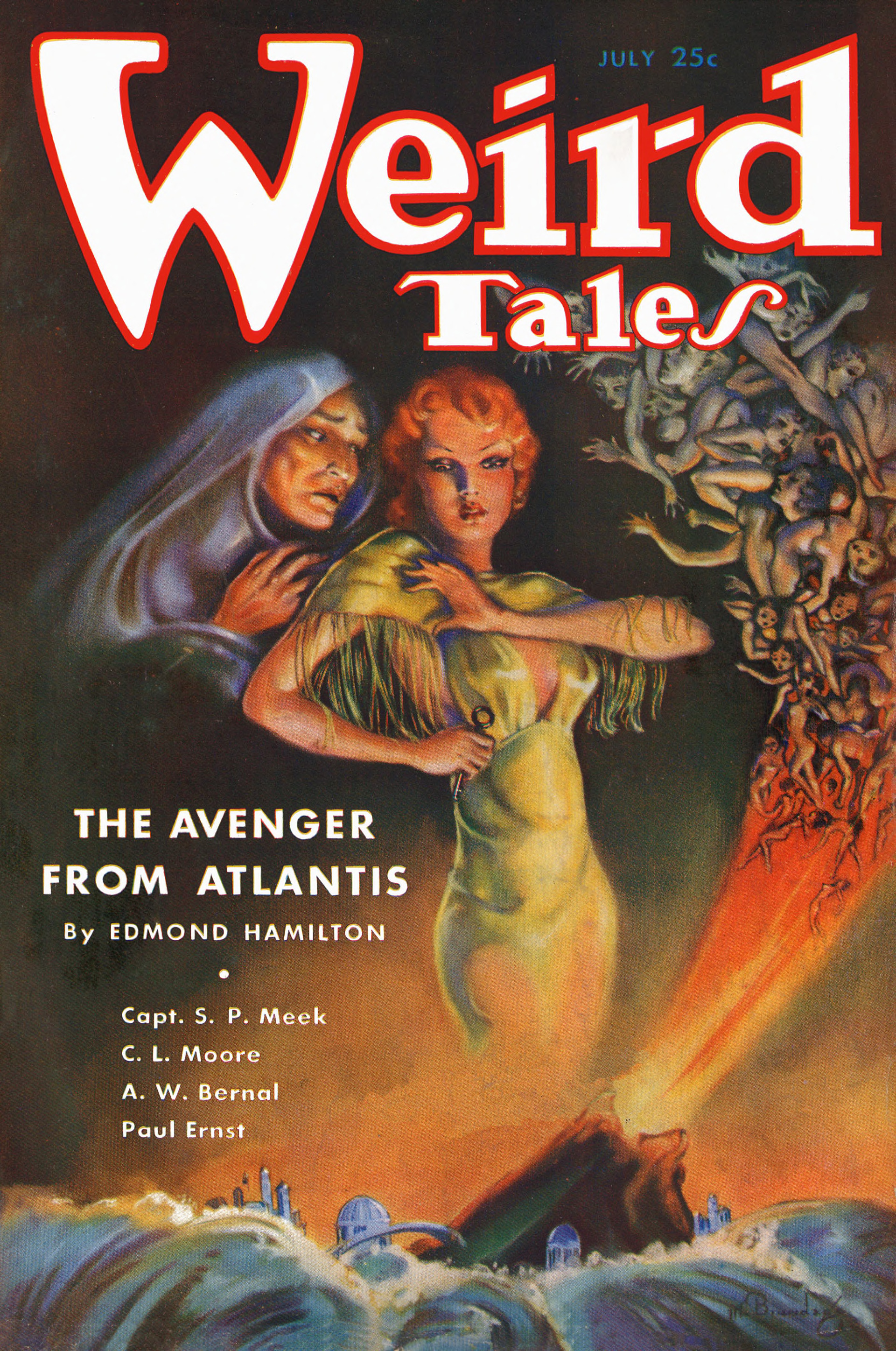
Copertina di Weird Tales (luglio 1935, vol. 26, n. 1) con il racconto The Avenger from Atlantis di Edmond Hamilton. Illustrazione di Margaret Brundage.

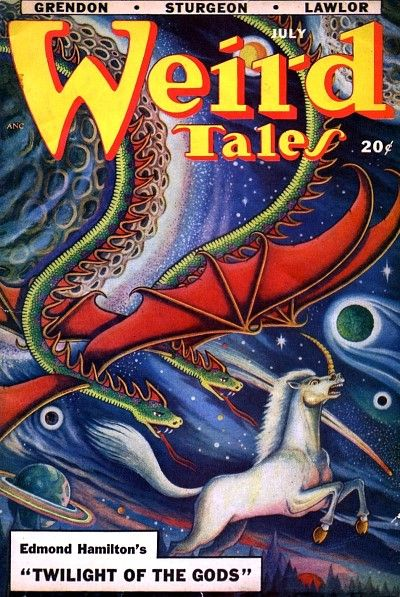
Copertina di Weird Tales (luglio 1948) con il racconto Twilight of the Gods.

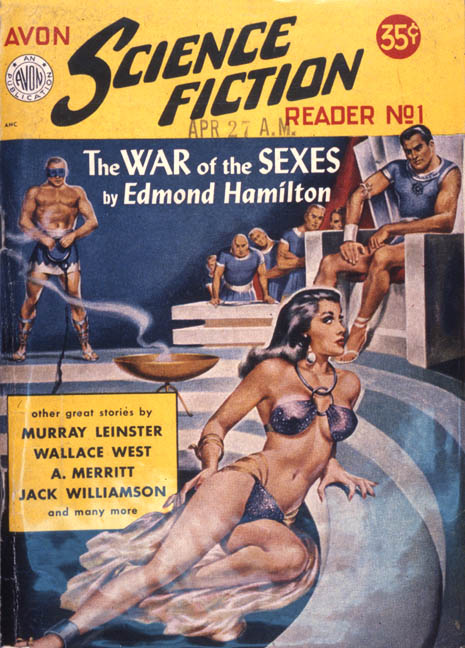
Copertina della rivista Avon Science Fiction Reader n. 1 (1951) con il racconto The War of the Sexes.

### La Pattuglia Interstellare (Interstellar Patrol)
La saga consiste di un romanzo e una raccolta di racconti:
1. I soli che si scontrano (Crashing Suns), Ace Books, 1965. Traduzione di Ugo Malaguti, Galassia 75, Casa Editrice La Tribuna, Marzo 1967. Comprende cinque episodi, la traduzione italiana ne taglia due:
  - "I soli che si scontrano" ("Crashing Suns"), in Weird Tales di Agosto 1928.
  - "I ladri di stelle" ("The Star-Stealers"), in Weird Tales di Febbraio 1929.
  - "Il popolo della nebulosa" ("Within the Nebula"), in Weird Tales di Maggio 1929.
  - "The Comet-Drivers", in Weird Tales di Febbraio 1930.
  - "The Cosmic Cloud", in Weird Tales di Novembre 1930.
2. L'invasione della galassia (Outside the Universe), serializzato in quattro puntate in Weird Tales di Luglio, Agosto, Settembre e Ottobre 1929; prima edizione in volume Ace Books, 1964. Traduzione di Maurizio Cesari, Galassia 115, Casa Editrice La Tribuna, 1 Aprile 1970.

Altri due racconti non sono mai stati sistematizzati dall'autore in un volume tematico:
- "The Sun People", in Weird Tales di Maggio 1930.
- "Corsairs of the Cosmos", in Weird Tales di Aprile 1934.

### Stuart Merrick di Kaldar
Serie di tre racconti riunita postuma nella raccolta tematica Kaldar: World of Antares, Haffner Press, 1998.
1. "Kaldar, mondo di Antares" ("Kaldar, World of Antares"), in The Magic Carpet Magazine di Aprile 1933. Traduzione di Roberta Rambelli nell'antologia Space Opera, a cura di Brian W. Aldiss, Enciclopedia della Fantascienza 1, Fanucci Editore, 1977.
2. "Snake Men of Kaldar ", in The Magic Carpet Magazine di Ottobre 1933.
3. "The Great Brain of Kaldar", in Weird Tales di Dicembre 1935.

### Dottor John Dale
Serie composta da una novella e da un racconto lungo, composta sotto lo pseudonimo di Hugh Davidson e riunita postuma nella raccolta The Vampire Master and Other Tales of Horror, Haffner Press, 2000.
1. Il signore dei vampiri (The Vampire Master), serializzato in quattro puntate in Weird Tales di Ottobre, Novembre e Dicembre 1933 e Gennaio 1934; prima edizione in volume entro The Vampire Master and Other Tales of Horror, Haffner Press, 2000. Traduzione di Gianni Pilo, Il Fantastico Economico Classico 25, Compagnia del Fantastico. Gruppo Newton, 2 Luglio 1994.
2. "House of the Evil Eye", in Weird Tales di Giugno 1936.

### Ethan Drew
Serie composta da due racconti, riunita postuma nella raccolta The Avenger from Atlantis, DMR Books, 2021.
1. "Comrades of Time", in Weird Tales di Marzo 1939.
2. "Armies from the Past", in Weird Tales di Aprile 1939.

### Capitan Futuro (Captain Future)
Il personaggio di Capitan Futuro venne creato nel 1939 dai due curatori editoriali Mort Weisinger e Leo Margulies, che progettarono con la casa editrice Better Publications il lancio di una rivista trimestrale monografica intitolata Captain Future, contenente in ogni numero un romanzo dedicato al personaggio, alcuni racconti spin-off dedicati ai suoi comprimari, e altri materiali ancillari; con la chiusura della rivista dedicata nel 1944, dopo diciassette uscite, la saga di Capitan Futuro venne trasferita su Startling Stories, altra pubblicazione del medesimo editore, ma dopo tre nuovi romanzi fu sospesa già nel 1946; il progetto venne poi riavviato brevemente per sette nuovi racconti pubblicati fra 1950 e 1951. Hamilton fu ingaggiato sin da subito per comporre la gran parte della serie, venendo sostituito molto saltuariamente dai colleghi William Morrison e Manly Wade Wellman.
1. Captain Future and the Space Emperor, in Captain Future Inverno 1940; prima edizione in volume Popular Library, 1969.
2. Calling Captain Future, in Captain Future Primavera 1940; prima edizione in volume Popular Library, 1969.
3. Captain Future's Challege, in Captain Future Estate 1940; prima edizione in volume Popular Library, 1969.
4. The Triumph of Captain Future o Galaxy Mission, in Captain Future Autunno 1940; prima edizione in volume Popular Library, 1969.
5. Captain Future and the Seven Space Stones, in Captain Future Inverno 1941.
6. Star Trail to Glory, in Captain Future Primavera 1941.
7. Il mago di Marte (The Magicians of Mars), in Captain Future Estate 1941; prima edizione in volume Popular Library, 1969. Traduzione non accreditata, Gemini. Fantascienza 3, Edizioni M. G., 1977.
8. The Lost World of Time, in Captain Future Autunno 1941.
9. Quest Beyond the Stars, in Captain Future Inverno 1942; prima edizione in volume Popular Library, 1969.
10. Outlaws of the Moon, in Captain Future Primavera 1942; prima edizione in volume Popular Library, 1969.
11. The Comet Kings, in Captain Future Estate 1942; prima edizione in volume Popular Library, 1969.
12. Planets in Peril, in Captain Future Autunno 1942; prima edizione in volume Popular Library, 1969.
13. The Face of the Deep, in Captain Future Inverno 1943.
14. Worlds to Come, in Captain Future Primavera 1943. Composto da William Morrison sotto lo pseudonimo di Brett Sterling.
15. The Star of Dread, in Captain Future Estate 1943 con lo pseudonimo di Brett Sterling.
16. Magic Moon, in Captain Future Inverno 1944 con lo pseudonimo di Brett Sterling.
17. Days of Creation o The Tenth Planet, in Captain Future Primavera 1944; prima edizione in volume Popular Library, 1969. Composto da William Morrison sotto lo pseudonimo di Brett Sterling.
18. Red Sun of Danger poi Danger Planet, in Startling Stories Primavera 1945 con lo pseudonimo di Brett Sterling; prima edizione in volume Popular Library, 1968.
19. Il pianeta dei fuorilegge (Outlaw World), in Startling Stories Inverno 1946; prima edizione in volume Popular Library, 1969. Traduzione non accreditata, Gemini. Fantascienza 11, Solaris Editrice, 1978.
20. The Solar Invasion, in Startling Stories Autunno 1946; prima edizione in volume Popular Library, 1968. Composto da Manly Wade Wellman.
21. "Il ritorno di capitan Futuro" ("The Return of Captain Future"), in Startling Stories di Gennaio 1950. Traduzione di Lella Moruzzi in [C'era una volta il futuro...], Nova SF* a. XVIII (XXXVI) n. 54 (96), Perseo Libri, Maggio 2002.
22. "Children of the Sun", in Startling Stories di Maggio 1950.
23. "The Harpers of Titan", in Startling Stories di Settembre 1950.
24. "Scusate i miei nervi d'acciaio" ("Pardon my Iron Nerves"), in Startling Stories di Novembre 1950. Traduzione di Lella Moruzzi in [...se in un giorno lontano, un viaggiatore], Nova SF* a. XIX (XXXVII) n. 63 (105), Perseo Libri, Dicembre 2003.
25. "La luna degli eterni ricordi" ("Moon of the Unforgotten"), in Startling Stories di Gennaio 1951. Traduzione di Lella Moruzzi in [Sulla via delle stelle], Nova SF* a. XVII (XXXV) n. 50 (92), Perseo Libri, Agosto 2001.
26. "Earthmen no More", in Startling Stories di Marzo 1951.
27. "Birthplace of Creation", in Startling Stories di Maggio 1951.

### Brian Cullan
Serie composta da due racconti lunghi, riunita postuma nella raccolta Twilight of the Gods, DMR Books, 2020.
1. "The Shining Land", in Weird Tales di Maggio 1945.
2. "Lost Elysium", serializzato in due puntate in Weird Tales di Novembre 1945 e Gennaio 1946.

### I sovrani delle stelle (Chronicles of the Star Kings)
La saga consiste di un romanzo unitario e un fix-up di racconti:
1. I sovrani delle stelle o Guerra nella galassia (The Star Kings o Beyond the Moon), in Amazing Stories di Settembre 1947; prima edizione in volume Fell's Science-Fiction Library, Frederick Fell, 1949. Traduzione di Patrizio Dalloro, I romanzi di Urania 14, Arnoldo Mondadori Editore, 20 Aprile 1953.
2. Ritorno alle stelle (Return to the Stars,), Lancer Books, 1970. Traduzione di Ugo Malaguti, I Classici della Fantascienza 21, Libra Editrice, 1976. Combina assieme quattro episodi:
  - "Kingdoms of the Stars", in Amazing Stories di Settembre 1964.
  - "The Shores of Infinity", in Amazing Stories di Aprile 1965.
  - "The Broken Stars" in Fantastic di Dicembre 1968.
  - "The Horror from the Magellanic" in Amazing Stories di Maggio 1969.

Inoltre i Sovrani delle stelle appaiono in un racconto cross-over con la saga di Eric John Stark creata da Leigh Brackett:
- "Stark and the Star Kings", composto negli anni Settanta per l'antologia mai pubblicata The Last Dangerous Visions a cura di Harlan Ellison; postumo in Stark and the Star Kings, Haffner Press, 2005. Collaborazione con Leigh Brackett.

La dilogia è stata riunita per la prima volta nell'omnibus I sovrani delle stelle (Chronicles of the Star Kings), Venture SF 10, Arrow Books, 1986; traduzione di Ugo Malaguti, Cosmo Serie Oro. Classici della Narrativa di Fantascienza 100, Editrice Nord, 1989. Il successivo volume Stark and the Star Kings (Haffner Press, 2005) comprende sia la dilogia dei Sovrani delle Stelle, sia la trilogia marziana di Eric John Stark, sia il racconto cross-over.

### Morgan Chane, il Lupo dei cieli (Starwolf)
1. Il lupo dei cieli o Il fuggiasco della galassia (The Weapon from Beyond), Ace Books, 1967. Traduzione di Mario Galli, Urania 481, Arnoldo Mondadori Editore, 11 Febbraio 1968.
2. Pianeta perduto o I mondi chiusi (The Closed Worlds), Ace Books, 1968. Traduzione di Ugo Malaguti, Galassia 91, Casa Editrice La Tribuna, Luglio 1968.
3. Le stelle del silenzio (World of the Starwolves), Ace Books, 1968. Traduzione di Ugo Malaguti, Mondi di Domani, Libra Editrice, 1969.

La trilogia è stata riunita per la prima volta nel volume omnibus Starwolf, Ace Books, 1982; una raccolta analoga era già apparsa in Italiano con il titolo di Morgan Chane, il Lupo dei cieli, I Classici della Fantascienza 29, Libra Editrice, 1978. 

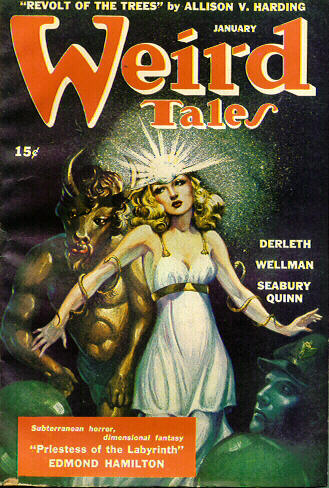
Copertina di Weird Tales (gennaio 1945, vol. 38, n. 3) con il racconto Priestess of the Labyrinth. Illustrazione di Margaret Brundage.

### Romanzi e novelle autoconclusivi
- The Time-Raider, serializzato in quattro puntate in Weird Tales di Ottobre, Novembre e Dicembre 1927 e Gennaio 1928; prima edizione in volume nella raccolta The Metal Giants and Others. The Collected Edmond Hamilton, Volume One, Haffner Press, 2009.
- The Other Side of the Moon, in Amazing Stories Quarterly Autunno 1929; prima edizione in volume nella raccolta The Star-Stealers: The Complete Adventures of The Interstellar Patrol. The Collected Edmond Hamilton, Volume Two, Haffner Press, 2009.
- La città dell'aria (Cities in the Air), serializzato in due puntate in Air Wonder Stories di Novembre e Dicembre 1929; prima edizione in volume nella raccolta The Universe Wreckers. The Collected Edmond Hamilton, Volume Three, Haffner Press, 2011. Traduzione di Roberta Rambelli, nell'antologia Gli anni di Gernsback (1926-1929), Storia della Fantascienza 2, Perseo Libri, 1990.
- Il lago della vita (The Lake of Life), serializzato in tre puntate in Weird Tales di Settembre, Ottobre e Novembre 1937; prima edizione in volume Lost Fantasies 8, Robert Weinberg, 1978. Traduzione di Serenella Antonucci e Gianni Pilo, nell'antologia Il lago della vita, Il Meglio di Weird Tales 17, Fanucci Editore, 1988.
- The Fire Princess, serializzato in tre puntate in Weird Tales di Agosto, Settembre e Ottobre 1938; prima edizione in volume iktaPOP Media, 2022.
- Il prigioniero di Marte (The Prisoner of Mars), in Startling Stories di Maggio 1939; prima edizione in volume come Tharkol, Lord of the Unknown, World Fantasy Classic, World Distributors / Sydney Pemberton, 1950. Traduttore ignoro, I Libri di Solaris 7, Solaris Editrice, 1979.
- I ribelli dei grandi pianeti (The Three Planeteers), in Startling Stories di Gennaio 1940; prima edizione in volume PageTurner Editions, 2005. Traduzione di Ugo Malaguti, Biblioteca di Nova SF* 15, Perseo Libri, 2002.
- Il figlio dei due mondi (Son of Two Worlds, 1941), in Thrilling Wonder Stories di Agosto 1941; prima edizione in volume nell'antologia 3 from Out There, a cura di Leo Margulies, Crest Books / Fawcett World Library, 1959. Traduzione di Abramo Luraschi, Spazio 2000 1, Editrice Il Picchio, 15 Giugno 1977.
- I principi delle stelle (A Yank at Valhalla), in Startling Stories di Gennaio 1941; prima edizione in volume come The Monsters of Juntonheim, World Fantasy Classic, World Distributors / Sydney Pemberton, 1950. Traduzione di Gloria Tartari, Slan. Il Meglio della Fantascienza 71, Libra Editrice, 1982.
- La figlia di Thor (The Daughter of Thor), in Fantastic Adventures di Agosto 1942; prima edizione in volume nell'antologia The Fantasy Megapack, Wildside Press, 2015. Traduzione di Ugo Malaguti, in [Guerrieri, e altri pacificatori], Nova SF* a. XIII (XXXI) n. 29 (71), Perseo Libri, Marzo 1997.
- L'era dell'infinito (Forgotten World), in Thrilling Wonder Stories Inverno 1946; prima edizione in volume nell'antologia The Giant Anthology of Science Fiction: 10 Complete Short Novels, a cura di Oscar J. Friend e Leo Margulies, Merlin Press, 1954. Traduzione di Ugo Malaguti, in [L'era dell'infinito], Nova SF* a. VII n. 22, Libra Editrice, Marzo 1973.
- La valle della creazione (The Valley of Creation), in Startling Stories di Luglio 1948; prima edizione in volume Lancer Science Fiction Library, Lancer Books, 1964. Traduzione di M. Bertuzzi, Galassia 60, Casa Editrice La Tribuna, 1 Dicembre 1965.
- Agonia della Terra (City at World's End), in Startling Stories di Luglio 1950; prima edizione in volume Fell's Science-Fiction Library, Frederick Fell, 1951. Traduzione di Pietro Leoni, I romanzi di Urania 23, Arnoldo Mondadori Editore, 10 Settembre 1953.
- I signori del mattino (Lords of the Morning), in Thrilling Wonder Stories di Agosto 1952; mai riedito in volume al 2024. Traduzione di Lella Moruzzi, ne [I signori del mattino], Nova SF* a. XIX (XXXVII) n. 60 (102), Perseo Libri, Maggio 2003.
- Il distruttore di stelle (Starman Come Home o The Sun Smashers), in Universe Science Fiction di Settembre 1954; prima edizione in volume nel volume doppio Starhaven / The Sun Smasher, Ace Double D-351, Ace Books, 1959. Traduttore ignoto, Gemini. Fantascienza 9, Solaris Editrice, 1978.
- La stella della vita (The Star of Life), Torquil, 1959. Traduzione di Mario Galli, Urania 236, Arnoldo Mondadori Editore, 14 Agosto 1960.
- Gli incappucciati d'ombra (The Haunted Stars), Torquil, 1960. Traduzione di Bianca Russo, Urania 331, Arnoldo Mondadori Editore, 5 Aprile 1964.
- La spedizione della V Flotta (Battle for the Stars), Torquil, 1961.Traduzione di Bianca Russo, Urania 381, Arnoldo Mondadori Editore, 25 Aprile 1965.
- Incidente nello spazio (Fugitive of the Stars), nel volume doppio Fugitive of the Stars / Land Beyond the Map, Ace Double M-111, Ace Books, 1965. Traduzione di Luigi Dancelli, Galassia 101, Casa Editrice La Tribuna, Maggio 1969.
- Ombre sulle stelle (Doomstar), Belmont Books, 1966. Traduzione di Ugo Malaguti, Slan. Il Meglio della Fantascienza 27, Libra Editrice, 1976.
- The Universe Wreckers, postumo, Armchair Fiction Science Fiction Classics C-64, Armchair Fiction, 2015.